# Óscar Raymundo Benavides Larrea
Óscar Raymundo Benavides Larrea (Lima, 1876 - Lima, 1945) foi um militar e político peruano, presidente de seu país em duas ocasiões, de 1914 a 1915 e de 1933 a 1939. Nasceu em Lima, em 1876 e faleceu em 1945.

## Juventude
Ele nasceu em Lima em 15 de março de 1876, filho de Miguel Benavides y Gallegos, Sargento-Mor da Guarda Nacional, e Erfilia Larrea, socialite peruana. Depois de frequentar o Colegio de Nuestra Señora de Guadalupe em Lima, Benavides ingressou na Escola Militar de Lima e, em 1894, na Brigada de Artilharia Dos de Mayo. Em 1901, foi promovido a capitão. Em 1906, aos 30 anos, formou-se com notas altas como Sargento Mor na Academia Militar de Lima, dirigida pela Missão Militar Francesa. Benavides foi para a França para completar seu treinamento militar, após o qual a República Francesa o distinguiu com a Cruz da Legião de Honra.

## Campanha do Rio Caquetá
Ao retornar ao Peru em dezembro de 1910, Benavides foi designado comandante do Batalhão de Infantaria N ° 9, guarnecido em Chiclayo, na costa norte do Pacífico do Peru. Em fevereiro de 1911, o governo peruano ordenou a Benavides que liderasse o Batalhão Nº 9 até a fronteira nordeste com a Colômbia na Amazônia peruana. A Colômbia havia estabelecido um posto fortificado em La Pedrera, na margem sul do rio Caquetá, que, de acordo com o Tratado Porras-Tanco Argáez de 1909, estava dentro do território peruano.
O Batalhão N ° 9 teve que viajar mais de 2 000 quilômetros, passando pela cordilheira andina sem estradas em Cajamarca e Chachapoyas até a selva amazônica. Em Balsapuerto, nas cabeceiras do rio Huallaga, a expedição preparou jangadas e obteve canoas, viajando rio abaixo até Yurimaguas, no Huallaga, e daí de barco até Iquitos, no rio Amazonas. A expedição naval, composta por uma canhoneira e quatro barcos, partiu de Iquitos em 29 de junho de 1911, quatro meses após a saída de Chiclayo. Em 10 de julho, enfrentou La Pedrera com bandeiras acesas. Após uma troca de notas em que o Comandante colombiano se negou a desocupar o cargo, o Comandante Benavides deu início ao ataque. O triunfo das forças peruanas foi completo. Mas em 24 de julho, para sua consternação, o Comandante Benavides foi informado de que os governos peruano e colombiano haviam assinado um tratado pelo qual as forças peruanas deveriam abandonar o Caquetá e se retirar para o rio Putumayo.
Em 28 de julho de 1911, as forças peruanas ainda em La Pedrera comemoraram o Dia da Independência. Mas eles não tinham equipamento para se proteger do clima, doenças e infecções endêmicas da região. Em 29 de julho, as tropas sofreram uma terrível epidemia de febre amarela e beribéri. Sem medicamentos, as tropas foram cruelmente dizimadas.
Em 4 de agosto, o Comandante Benavides voltou a Iquitos. Ele foi promovido ao posto de Coronel de Infantaria; mas Benavides escreveu em seu diário: “Sofri tanto que a vitória obtida e as ovações e a promoção que me foram conferidas não me agradaram da maneira que muitos imaginam, como fariam sem tantos infortúnios”.
O governo enviou Benavides à Europa para tratar o beribéri. Ao retornar ao Peru, em 8 de abril de 1912, foi recebido como herói nacional e em sua homenagem realizou-se um desfile em Lima, ao longo do Jirón de la Unión até a Plaza de Armas. Nesta ocasião, conheceu sua prima distante Francisca Benavides Diez Canseco, com quem se casou poucos meses depois. Benavides foi nomeado Comandante Geral da Terceira Região em Arequipa. Em novembro de 1913, Benavides foi designado Chefe do Estado-Maior do Exército em Lima.
Em 16 de julho de 1913, ele foi baleado no braço em um ataque de bandido contra suas tropas. Ele foi baleado novamente no mesmo dia pela bala perdida de um aliado. Nenhum dos ferimentos foi fatal (ou quase fatal), mas colocou um amortecedor em suas habilidades de luta.

## Primeiro mandato presidencial
Em 1913, o presidente do Peru era Guillermo Billinghurst, eleito em 1912 com o apoio dos movimentos operários. Diante da oposição de um setor significativo do Congresso, Billinghurst planejou dissolver o Congresso. Alguns congressistas conspiraram para depor o presidente e obtiveram o apoio do tenente-coronel José Urdanivia Ginés, chefe de uma seção do Estado-Maior do Exército Billinghurst tentou armar a população para lutar contra as Forças Armadas. Os conspiradores abordaram o coronel Benavides, que concordou em apoiá-los, tanto para defender a ordem constitucional quanto para evitar a divisão das Forças Armadas (Basadre, p. 3733-3734). Em 4 de fevereiro de 1914, o Exército, sob o comando de Benavides, obteve do presidente Billinghurst uma declaração de vontade de negociar. Billinghurst foi deposto e exilado no Chile, onde morreu no ano seguinte.
Como Chefe de Gabinete, Benavides foi nomeado pelos conspiradores para presidir um Conselho de Governo. Em 15 de maio, o Congresso Nacional o designou como Presidente Provisório. Em 17 de dezembro, Benavides ascendeu a General de Brigada (Tauro, p. 285). Durante os 18 meses de seu governo, Benavides restaurou a ordem política e a estabilidade. Sobre seus gabinetes, Basadre (p. 3772) escreve: "A escolha dos colaboradores do general Benavides foi cautelosa e equilibrada". Benavides convocou eleições presidenciais gerais vencidas por José Pardo y Barreda, que governou a partir de 18 de agosto de 1915.
O presidente Pardo enviou Benavides a Paris (1916) como observador da Primeira Guerra Mundial; ele foi uma testemunha na Batalha de Verdun. Posteriormente (1917), Pardo o enviou à Itália como Ministro Extraordinário e Plenipotenciário. Em 4 de julho de 1919, Augusto B. Leguía tornou-se presidente do Peru como resultado de um golpe de Estado contra Pardo. Em dezembro de 1920, Benavides renunciou ao cargo em Roma e voltou para Lima.
Leguía temia que Benavides organizasse uma revolta e fez com que fosse preso em 3 de maio de 1921. Benavides e outros vinte e cinco cidadãos foram embarcados como prisioneiros no navio a vapor Paita com destino a Sydney, Austrália. Uma revolta comandada por Benavides capturou o capitão e os oficiais do navio e mudou a rota para a Costa Rica. Da Costa Rica. Benavides mudou-se para o Panamá e daí para Guayaquil (Equador), onde renovou os contatos com elementos que se opunham a Leguia. Em novembro de 1927, ele se mudou para a França.

## Segundo mandato presidencial
Em 22 de agosto de 1930, o tenente-coronel Luis Miguel Sánchez Cerro deu início a uma revolução em Arequipa e Leguía renunciou à presidência. Sánchez Cerro foi investido com o posto de Presidente Provisório. Em 3 de outubro, Benavides foi nomeado para o cargo de Ministro Emissário Extraordinário e Plenipotenciário na Espanha e, em fevereiro de 1932, na Inglaterra. O Governo convocou Benavides e o nomeou General-em-Chefe do Conselho de Defesa Nacional (27 de março de 1932), encarregado das forças peruanas em vista de um novo conflito armado com a Colômbia. Em 31 de março, ele foi promovido ao posto de General da Divisão.
Sánchez Cerro foi assassinado em 30 de abril de 1933. Para conter a turbulência que se seguiu, a Assembleia Constituinte proclamou Benavides Presidente Constitucional da República pelo término do período iniciado por Sánchez Cerro. Benavides assinou a nova Constituição peruana, que substituiu a de 1920 (vigente desde o governo de Augusto B. Leguía). A Constituição de 1933 durou até 1979.
As principais preocupações do novo governo eram: resolver o conflito com a Colômbia (a paz foi negociada em maio de 1934); e para amenizar a agitação política interna (Tauro, vol 1, p. 266; Orrego, p. 894), Benavides proibiu a Alianza Popular Revolucionaria Americana (APRA), argumentando que se tratava de um partido internacional, proibido pela Constituição peruana, e reprimiu o Partido Comunista pela mesma razão. Benavides convocou eleições presidenciais em 1936; mas os resultados foram anulados por favorecerem o investimento de Luis Antonio Eguiguren que, segundo o Governo, teve o voto do APRA.
Benavides obteve a prorrogação do mandato por mais três anos, durante os quais governou sob o lema “Ordem, Paz e Trabalho”. Ele fortaleceu as Forças Armadas e comprou armamentos modernos. O cais da marinha e o cais seco do navio de Callao foram construídos; a Rodovia Pan-americana foi concluída do Equador ao Chile ao longo da costa peruana, assim como a Rodovia Central cruzando os Andes a leste de Lima até a Floresta Amazônica, até Tingo María. Os pedágios de estradas e pontes foram abolidos, implementando assim a liberdade das rodovias.
O Governo construiu alojamentos e refeitórios para os trabalhadores e suas famílias, instituiu a Previdência Social dos Trabalhadores e um novo Código Civil. O turismo foi incentivado e hotéis turísticos foram planejados para as principais cidades do Peru. O Censo Nacional foi planejado e organizado, mas só foi efetivado em 1940, pelo Governo seguinte. Durante a gestão de Benavides, foi iniciada a segunda fase de remodelação do Palácio do Governo do Peru, bem como do Palácio de Justicia ("Palácio da Justiça").
Em 8 de dezembro de 1939, Benavides entregou o mandato presidencial a Manuel Prado y Ugarteche, vencedor das Eleições Gerais daquele ano. Em 19 de dezembro, Prado homenageou Benavides com o título de Grande Marechal do Peru.

## Fundação da Frente Democrática Nacional
Benavides foi Embaixador do Peru em Madri (1940) e em Buenos Aires (1941–1944). Retornou ao Peru em 17 de julho de 1944 e foi um dos fundadores da Frente Democrático Nacional (FDN) (Frente Nacional Democrática). Benavides morreu em Lima em 2 de julho de 1945, após a confirmação do triunfo do candidato presidencial do FDN, José Luis Bustamante y Rivero.